# District de Gusu
Le district de Gusu (姑苏区 ; pinyin : Gūsū Qū) est une subdivision administrative de la province du Jiangsu en Chine. Il est placé sous la juridiction de la ville-préfecture de Suzhou.
District de Pingjiang, District de Changlang, District de Jinchang fusion en Septembre 2012.